# 易卜生主義
《易卜生主義》是胡適於1918年6月在《新青年》第4卷第6號《易卜生專號》上的作品。
胡適自稱自己是為了介紹「十九世紀歐洲的個人主義精華——易卜生主義」而作。在文中，他認為「社會是個人組成的，多救出一個人便是多備下一個再造新社會的分子」，所以「個人需要充分發展自己的天才性」，他主張「個人有自由意志」，又須「擔干系，負責任」，應該對自己的行為後果負道德負責，以此發展個性。他提議應該向易卜生戲劇中的娜拉和斯鐸曼學習，「努力把自己鑄造成個人」，強調「你要想有益于社会，最好的办法莫如把你自己这块材料铸造成器」，並進於實現人格獨立，繼而實現「自治的社會」，「共和的國家」。他認為，「這種『為我主義』，其實是最有價值的利人主義」。
此文在新文化運動中起批判封建專制主義和舊禮教、舊道德，提倡個性解放的積極作用。